# Casual Sex
«Casual Sex» —en español: «Sexo casual»— es un sencillo de la banda canadiense de hard rock My Darkest Days. Es el primero de su álbum Sick and Twisted Affair y cuenta con la colaboración de John 5 en la guitarra.

## Vídeo musical
Hay dos versiones diferentes del video musical de esta canción. En una versión aparecen chicas desnudas, en la versión alternativa se censuran. El video muestra a los actores pornográficos Ron Jeremy y Sabrina Maree, junto con otras actrices y los miembros de la banda.

## Recepción
La banda reveló en una entrevista que la desnudez excesiva y la promiscuidad de la filmación causaron tensión entre ellos y sus respectivas parejas. La novia de Matt Walst lo dejó, mientras que Brendan McMillan y Doug Oliver mantuvieron conflictos en sus relaciones románticas En otra entrevista, Reid Henry admitió que fraternizó con una joven en el video, cuyo nombre permaneció en secreto. Fotografías y tuits más tarde revelaron que la modelo involucrada fue Sabrina Maree.

## Posicionamiento en listas
| Lista (2012)                            | Mejor posición |
| --------------------------------------- | -------------- |
| Estados Unidos (Mainstream Rock Tracks) | 22             |
| Estados Unidos (Rock Songs)             | 46             |

## Créditos y personal

### Miembros
- Matt Walst: voz y guitarra
- Sal Coz Costa: guitarra y coros
- Brendan McMillan: bajo
- Doug Oliver: batería
- Reid Henry: teclado

### Músicos invitados
- John 5: guitarra